# Айнаколь (Павлодарская область)
Айнаколь (каз. Айнакөл) — сельский населенный пункт в Павлодарской области Казахстана. Находится в подчинении Аксуского городского акимата. Находится примерно в 21 км к юго-западу от Павлодара и в 26 км к северу от Аксу в пойменной зоне левобережья Иртыша. Код КАТО — 551633100.Административный центр Айнакольского сельского округа.

## Население
В 1985 году в селе жили 610 человек, в 1999 году население села составляло 633 человека (302 мужчины и 331 женщина). По данным переписи 2009 года, в селе проживало 855 человек (400 мужчин и 455 женщин).
Преобладающие национальности (1999 год): казахи — 458 человек (72,3 %), русские — 118 человек (18,6 %) от общей численности населения.

## Название
Старожилы называют село Айдаголь (каз. Айдакөл), что значит в переводе «вспаханное озеро». Недалеко от села находилось озеро, которое пересохло, а землю вспахали. В литературе закрепилось название Айнаколь.
До 1946 года населенный пункт назывался Каргалы, а в досоветское время — Аул № 5. По принятому в октябре 1868 года царской администрацией положению «Об управлении степными областями» Павлодарский уезд был разделен на волости, которые состояли из административных аулов. В основу деления был положен территориальный признак. «Пятый аул» — название пятого административного аула при отсчете аулов с юга Павлодарского уезда Семипалатинской области.

## История
В 1930 году в населенном пункте образован колхоз «Алгабас» Ленинского сельского округа, который с 1950 года влился в состав колхоза «Енбекши» (аул № 7). Название Алгабас (Ал Шабас) в переводе с казахского языка — идеологизированное наименование «наступай (шагни вперед)».
В ауле находилась центральная усадьба бывшего мясо-молочного совхоза «Потанинский», образованного в 1932 году. Совхоз был назван в честь известного русского путешественника, географа, этнографа, фольклориста, исследователя Центральной Азии Григория Николаевича Потанина.
В 1954 году был образован Сынтасский сельский округ, ставший в 1994 году Айнакольским сельским округом, куда помимо Айнаколя входят населенные пункты: Карабай, Коктас и Сынтас.

## Образование
Филиал Майского сельского профессионально-технического училища (СПТУ) № 29.
В Потанинской средней школе со смешанным русско-казахским обучением, открытой в 1976 году, в 2001—2002 учебном году было 231 учащихся.

## Медицина
В Айнаколе расположена сельская врачебная амбулатория (обслуживает 1334 человек).

## Интересные факты
В 1980 году табунщику совхоза «Потанинский» Сагимбекову Ермеку присвоено звание заслуженного работника сельского хозяйства Казахской ССР.